# Hypsolebias carlettoi
Hypsolebias carlettoi es una especie de pez actinopeterigio de agua dulce, de la familia de los rivulines.

## Distribución y hábitat
Se distribuye por ríos de América del Sur, por la cuenca fluvial del río São Francisco, en Brasil.
Son peces de agua dulce tropical, de comportamiento bentopelágico.